# 新潟縣立大學
新潟縣立大學（英文名稱：University of Niigata Prefecture）是一所日本公立大學。是位于日本新潟县的一所公立大学，成立於2009年。大学的簡稱是县大、县立大和UNP。

## 历史
- 1963年 县立新潟女子短期大学开办、由新潟县经营。并同时设置一个学科即家政科（服装专攻(日语:被服専攻)、食物专攻）[1][2]。
- 1966年 两个学科即幼儿教育科、英文科成立[1]。
- 1993年 家政科变更为生活科学科、服装专攻(日语:被服専攻)变更为生活科学专攻、食物专攻变更为食物营养专攻、英文科变更为英文学科、幼儿教育科变更为幼儿教育学科。国际教养学科成立、生活福利专攻成立于生活科学科[1]。
- 1995年 专科食物营养专攻成立[3]。
- 2008年 短期大学招生最后、次年停止招生[1]。
- 2009年 专科食物营养专攻招生最后、次年停止招生[3]）。並改制為新潟縣立大學，移管公立大学法人新潟縣立大学。
- 2012年 县立新潟女子短期大学正式停办[2]。
- 2015年 成立國際研究與區域發展的研究生院[4]

## 教育和研究机构
- 国際地域学部
  - 国際地域学科
- 人間生活学部
  - 幼兒学科
  - 健康營養学科[5][6]
- 大學院
  - 國際研究與區域發展的研究生院

## 学校环境
- 校区：新潟县新潟市东区海老ヶ瀬471番地